# Laßnitz (Rabnitz)
Die Laßnitz ist ein Fluss in der Oststeiermark in Österreich.

## Geographie

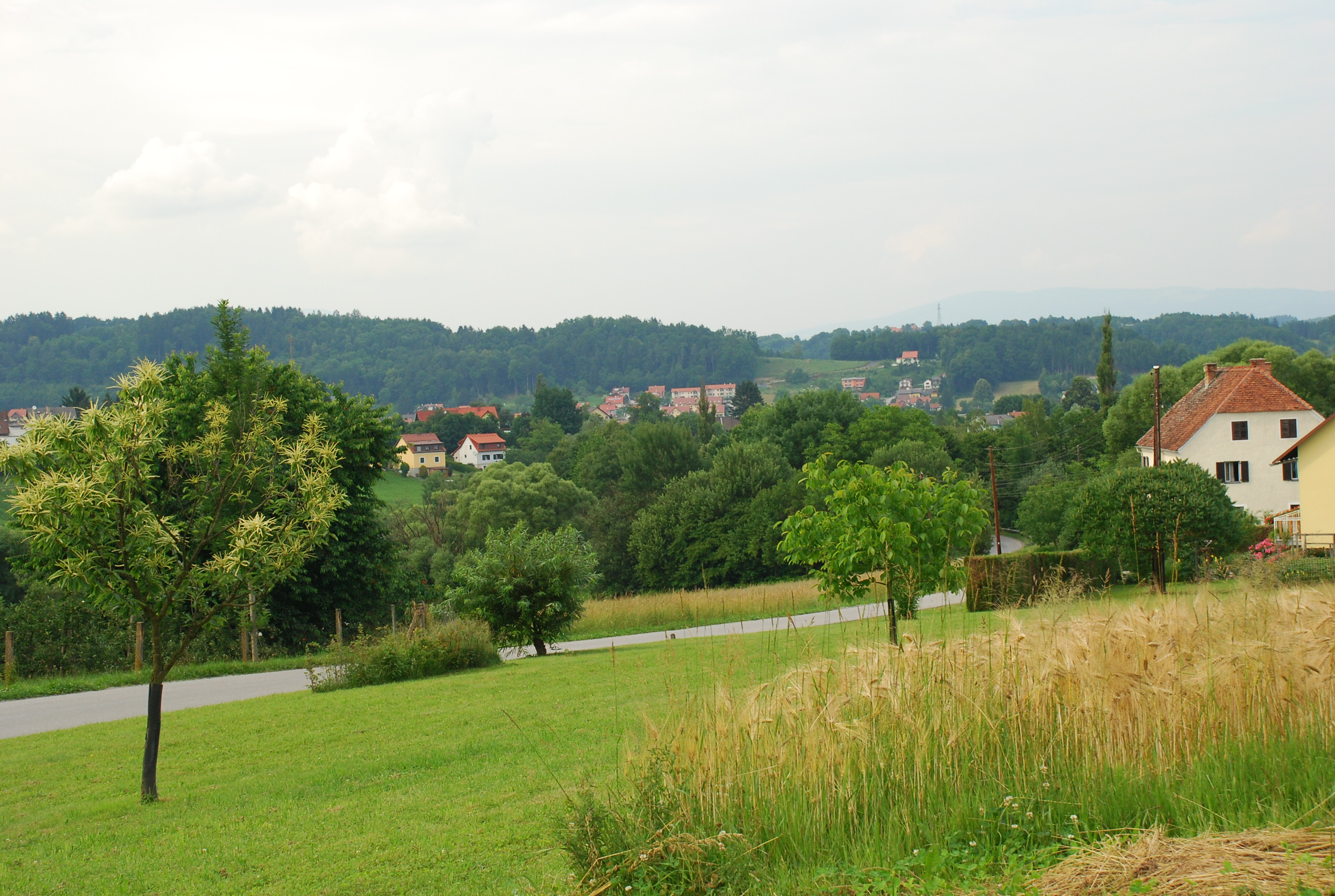
Das Einzugsgebiet der Laßnitz ist locker besiedelt.

Die Laßnitz ist ein rechter Nebenfluss der Rabnitz. Sie entspringt östlich von Graz in der Gemeinde Laßnitzhöhe und fließt nach Osten durch die Gemeinden Nestelbach bei Graz (bis 1958: Gebiet der Gemeinde Mitterlaßnitz) und Laßnitzthal. In weiterer Folge bildet sie die Grenze zwischen den Gemeinden Ludersdorf-Wilfersdorf (nordwestlich) und Ungerdorf (südöstlich). Die Mündung in die Rabnitz liegt an der südlichen Grenze der Stadt Gleisdorf.
Das Gebiet liegt ca. 10 km östlich der Mur im Westen des Oststeirischen Hügellandes.

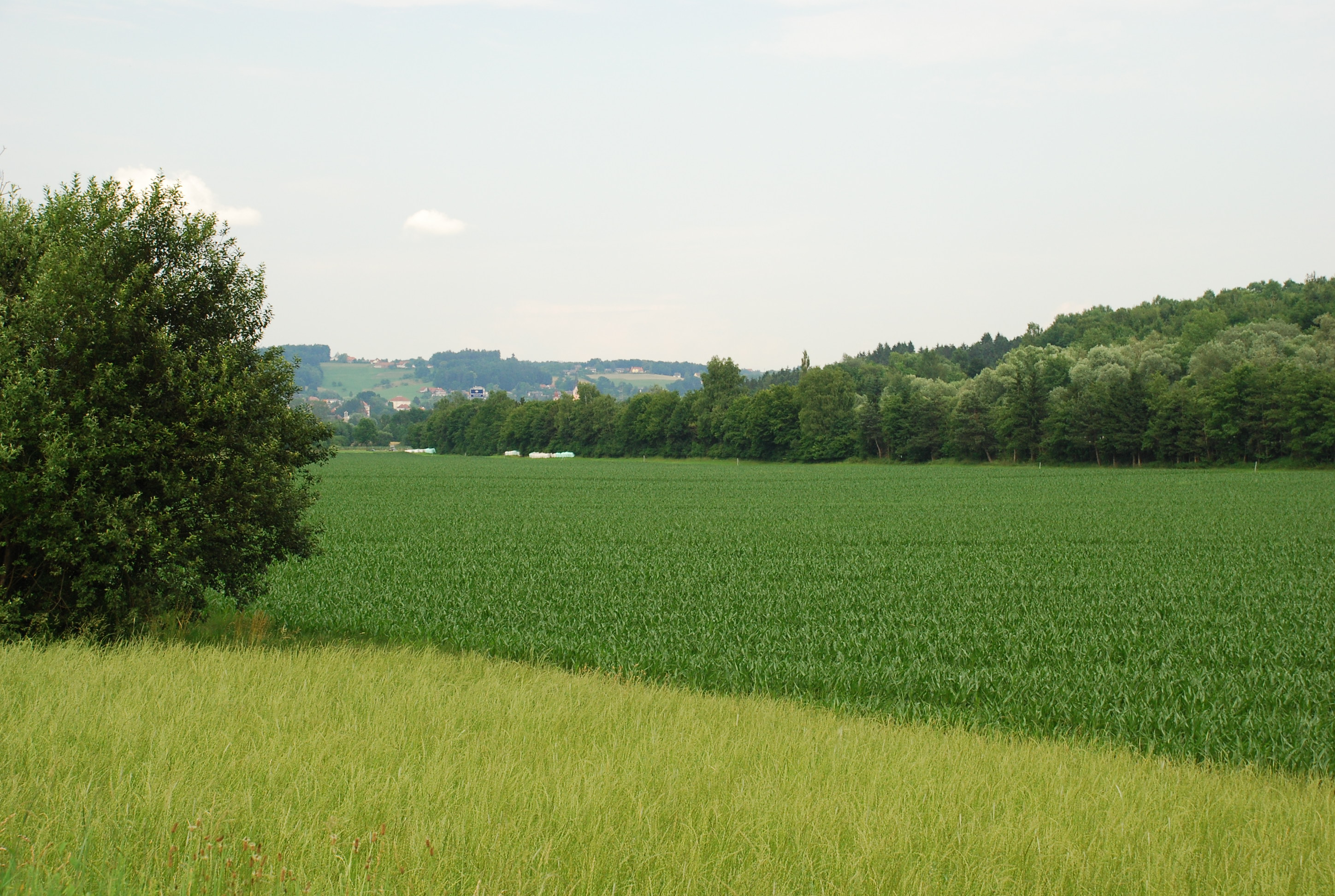
Die Böden am Lauf der Laßnitz sind günstiges Ackerland.

Der wichtigste Nebenfluss der Laßnitz ist der Nestelbach. Dieser Bach entspringt bei der gleichnamigen Ortschaft Nestelbach südlich von Laßnitzhöhe, ist ca. 5 km lang und mündet in der Gemeinde Laßnitzthal ungefähr bei Flusskilometer 4,9 in die Laßnitz.
Der Name des Flusses „Laßnitz“ hat die Namensgebung seines Einzugsgebietes bestimmt: An ihm liegen neben den Gemeinden Laßnitzhöhe und Laßnitzthal die Orte Oberlaßnitz, Laßnitzberg, Mitterlaßnitz, Mitterlaßnitzstraße und die Katastralgemeinde Unterlaßnitz.
Sein Einzugsgebiet wird durch die Steirische Ostbahn (Strecke Graz-Gleisdorf mit den Stationen Laßnitzhöhe und Laßnitzthal) und durch die Südautobahn A 2 (Abfahrt Laßnitzhöhe) erschlossen. Die Mündung der Laßnitz liegt bei der Autobahnanschlussstelle Gleisdorf Süd. Die Autobahn verläuft im unteren Laßnitztal bis zur Einmündung des Nestelbaches und folgt dann diesem Bach bis zur Anschlussstelle Laßnitzhöhe.

## Geologie
Die Laßnitz und ihre Zuflüsse liegen im steirischen Tertiärbecken in Schotterablagerungen, die als Schemmerlschotter bezeichnet werden (nach der Schemmerlhöhe südlich von Nestelbach). Diese Ablagerungen werden in das Pannon im Miozän (Neogen) datiert, sind daher etwa 11 bis 7 Millionen Jahre alt. Als geologische Stufe entspricht dieses Alter dem Torton. Der Schotter ist durch seinen Gehalt an Geröllen aus Kalkstein und Wirbeltierresten (Vertebratenfaunen) bekannt. Es handelt sich bei dieser Schicht um eine Flussablagerung in südöstlicher Richtung aus dem Alpenraum nördlich von Graz. Diese Ablagerungen bilden nordwestlich-südöstlich gerichtete flache Geländerücken (Riedel), welche die Täler der größeren Flüsse (hier: Mur und Raab) voneinander trennen und auf denen die Quellen der jeweiligen Zuflüsse wie der Laßnitz liegen.
Ab ihrem Mittellauf fließt die Laßnitz durch die „Gleisdorfer Schichten“. Diese Schichten sind feinsandige Tone mit Kies und Grobsandlagen. Sie sind ca. 12 Mio. Jahre alt und stammen aus dem Sarmatium, dessen Ablagerungen die nächst-ältere Schicht unterhalb des Pannon (siehe oben) bilden. Es handelt sich um Reste der Ablagerungen aus einem damaligen Vorstoß (Ingression) des Paratethys-Meeres ins Oststeirische Becken. Dieser „Meeresstrand am Alpenostrand“ entstand im Zug der tektonischen Hebungen und Senkungen während des abschließenden Aufbaus der Alpen und enthält mehrfache Verschiebungen der damaligen Küstenlinien dieses Meeres aus dem Miozän.

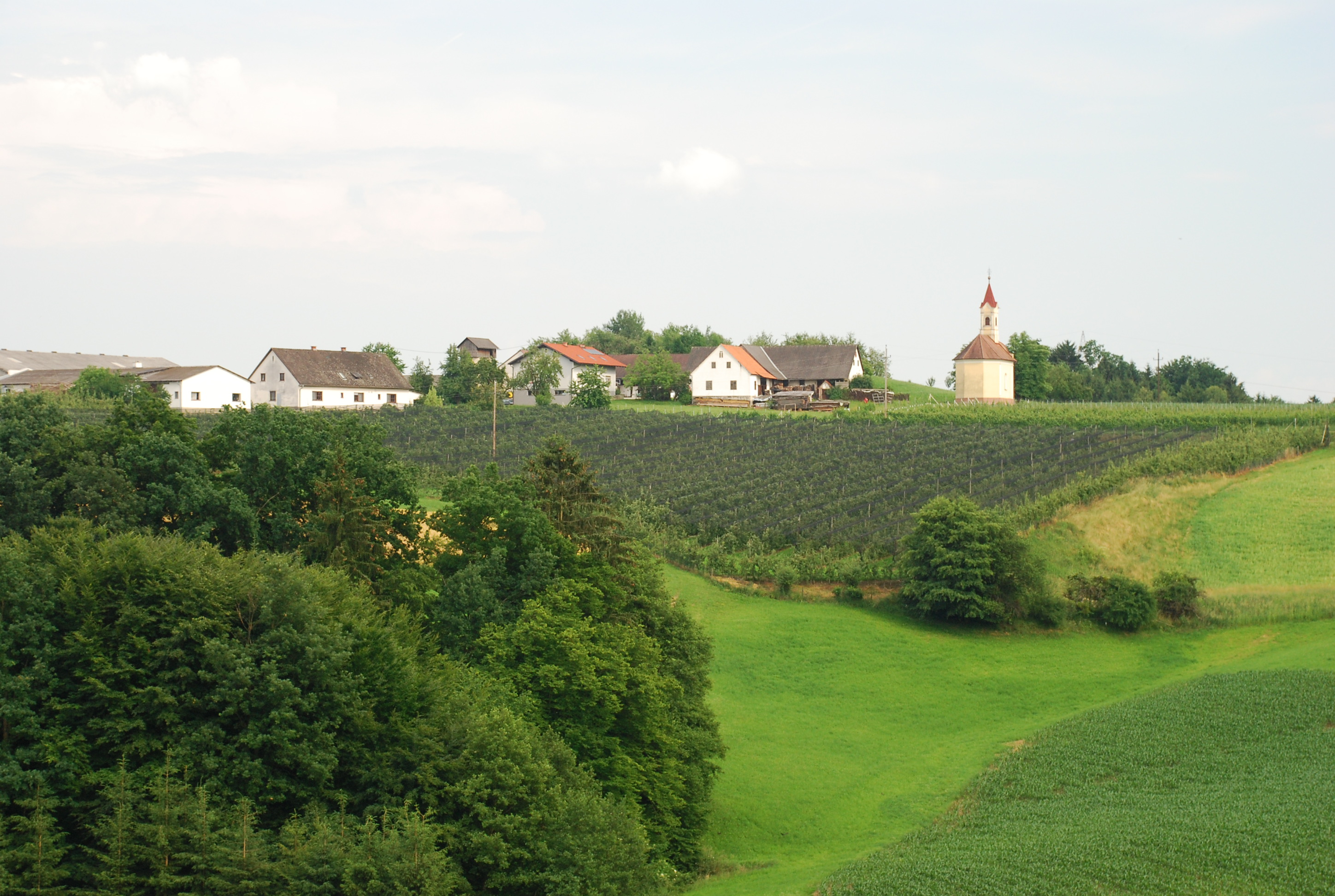
Der Untergrund des Einzugsgebietes der Laßnitz bildet sanfte Formen.

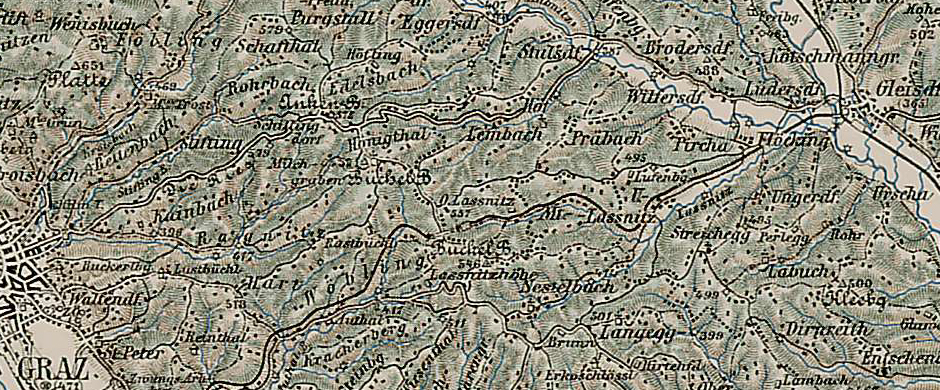
Das Tal der Laßnitz beginnt auf dem Höhenrücken zwischen Graz und Gleisdorf. Links oben die „Platte“ im Norden von Graz (Generalkarte von Mitteleuropa).

Die Schotterbänke im Untergrund des Einzugsgebiets der Laßnitz sind mehrere hundert Meter stark. Unter ihnen – und damit ungefähr auf dem Niveau des Meeresspiegels der Adria – liegen wesentlich ältere Gesteine: die „Wollsdorfer Metabasit-Formation“, deren Alter auf ca. 430 Millionen Jahre in das Silur im Altpaläozoikum datiert wird. Dieses Gestein ist im Norden von Graz auf der „Platte“ aufgeschlossen. Es gehört zum Grazer Paläozoikum. Dieser Gesteinsbereich ist bei der Entstehung der Alpen nur gering verändert worden (geringe metamorphe Überprägung), sodass eine weitgehend vollständige Schichtfolge sehr alter Gesteine rekonstruiert werden kann.
| Zuläufe und Bauwerke \| Laßnitz \| Laßnitz \| Laßnitz \| Laßnitz \| Laßnitz \| \| ------- \| ---------------------- \| ------- \| ---------------------- \| ------- \| \| Legende \| \| \| \| \| \| \| Laßnitzhöhe \| \| Laßnitzhöhe \| \| \| \| \| \| \| \| \| \| Nestelbach bei Graz \| \| Nestelbach bei Graz \| \| \| \| Laßnitzthal \| \| Laßnitzthal \| \| \| \| Süd Autobahn \| \| \| \| \| \| Nestelbach \| \| \| \| \| \| \| \| Teiche \| \| \| \| \| \| Dorfbach \| \| \| \| Ungerdorf \| \| Ludersdorf-Wilfersdorf \| \| \| \| Süd Autobahn \| \| \| \| \| \| Ludersdorf-Wilfersdorf \| \| \| \| \| \| Süd Autobahn \| \| \| \| \| \| Ungerdorf \| \| Ungerdorf \| \| \| \| \| \| Ludersdorf-Wilfersdorf \| \| \| \| Streicheggbach \| \| \| \| \| Rabnitz \| \| \| \| \| |                        |  |                        |  |
| Laßnitz |                        |  |                        |  |
| Legende |                        |  |                        |  |
| | Laßnitzhöhe            |  | Laßnitzhöhe            |  |
| |                        |  |                        |  |
| | Nestelbach bei Graz    |  | Nestelbach bei Graz    |  |
| | Laßnitzthal            |  | Laßnitzthal            |  |
| | Süd Autobahn           |  |                        |  |
| | Nestelbach             |  |                        |  |
| |                        |  | Teiche                 |  |
| |                        |  | Dorfbach               |  |
| | Ungerdorf              |  | Ludersdorf-Wilfersdorf |  |
| | Süd Autobahn           |  |                        |  |
| | Ludersdorf-Wilfersdorf |  |                        |  |
| | Süd Autobahn           |  |                        |  |
| | Ungerdorf              |  | Ungerdorf              |  |
| |                        |  | Ludersdorf-Wilfersdorf |  |
| | Streicheggbach         |  |                        |  |
| Rabnitz |                        |  |                        |  |

## Umwelt
Die Laßnitz fließt durch locker besiedeltes Gebiet mit Waldzonen und landwirtschaftlich genutzten Flächen. Die Siedlungen ihres Einzugsgebietes liegen teilweise direkt am Gewässer.

### Flora und Fauna
An größeren Wildtieren leben im Gebiet noch vereinzelt Hasen und Rehe. Durch die Besiedelung, den damit verbundenen Verkehr, auch jenem der Bahnlinie und der Autobahn, und wegen der intensiven landwirtschaftlichen Nutzung des Gebiets sind keine größeren Wildbestände vorhanden.
Die Wälder bestehen aus Mischwald mit Buchen, Fichten und Eschen. Die Wasserläufe sind von Erlen und Weiden gesäumt.

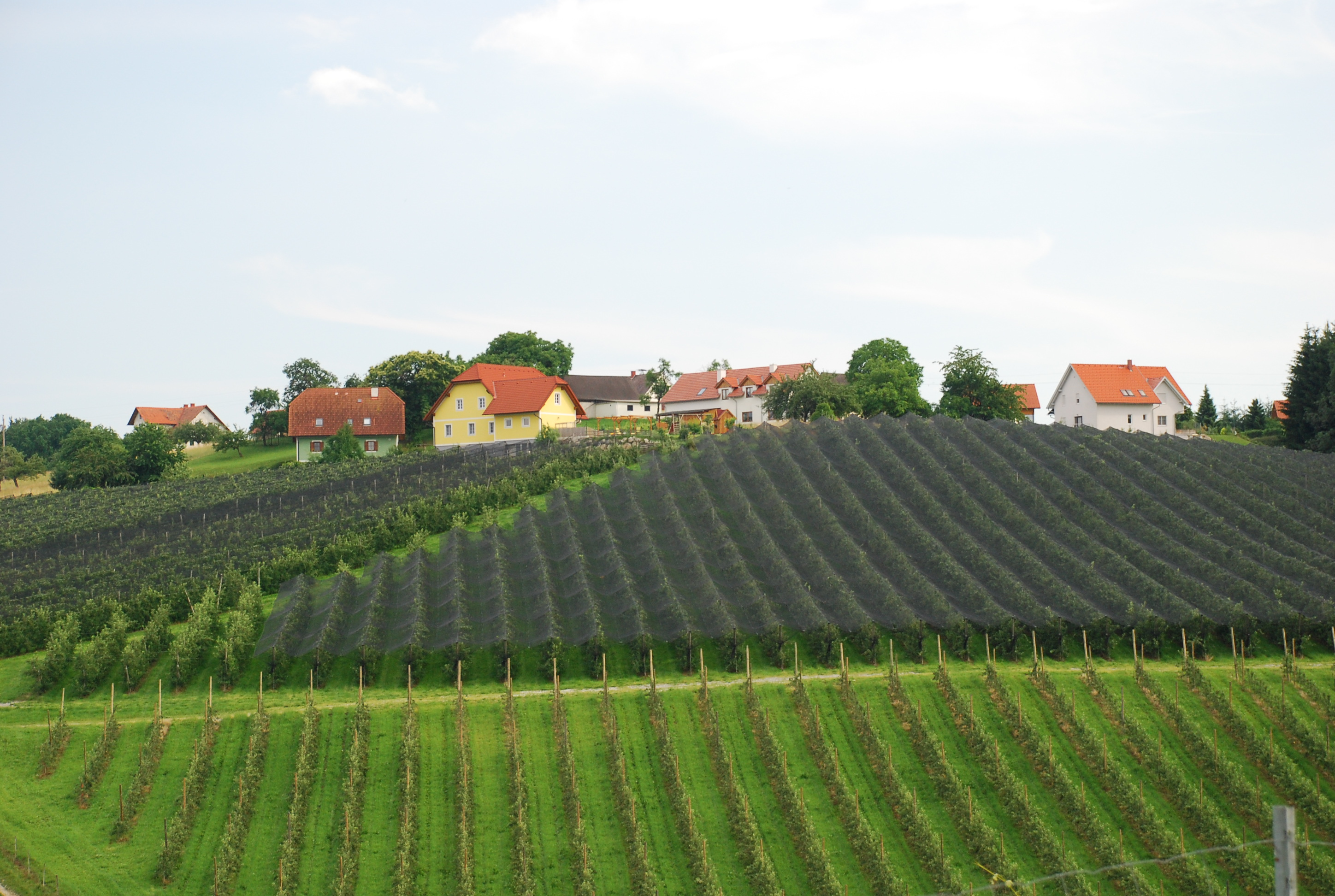
Obstkulturen in Nestelbach.

### Wasserqualität
Die Wassergüte liegt bei Güteklasse I–II (nahezu unbelastet, in der Praxis fast Trinkwasserqualität). Belastungen können durch die angrenzenden Landwirtschaften und die Besiedlung entstehen.
Die Wasserhärte liegt bedingt durch die Kalkanteile des Schotters im Quellbereiches im weichen bis mittleren Härtebereich.

### Böden
Die Böden sind sowohl in den Hanglagen als auch in den Talböden gut mit Wasser versorgte Sedimentbraunerden. Sie bilden ein mittel- bis hochwertiges Grün- oder Ackerland, das auch für Spezialkulturen wie Obstbau genützt werden kann.
Nördlich von Nestelbach (GUX29) und am Laßnitzberg nördlich Mitterlaßnitz (GUA10) befinden sich Bodenschutzpunkte des steiermärkischen Bodenschutzprogrammes. In der Steiermark ist zur Beurteilung des durch Schadstoffeintrag, Erosion und Verdichtung gegebenen Belastungsgrades landwirtschaftlicher Böden vom Referat Boden- und Pflanzenanalytik des Landwirtschaftlichen Versuchszentrums in den Jahren 1986–2006 ein Netz von über 1000 Untersuchungsstellen geschaffen worden, an denen die Böden auf die vom Gesetz geforderte Vielzahl von Parametern (allgemeine Bodenparameter, Nähr- und Schadstoffe) laufend untersucht werden.

## Name
Der Name Laßnitz und seine Schreibvarianten wie „Lassnitz“ usw. kommt im Süden Österreichs mehrfach vor. Er stammt aus dem Slawischen und bedeutet ein Bach, der aus einem Wald oder einem Rodungsgebiet (Wiese, Au usw.) kommt, z. B. übersetzt mit „Waldbach“, „Gereutbach“, „Rodebach“, „Wiesenbach“ oder Aubach. Diese Ableitungen werden auf alte Namensformen zurückgeführt. Mögliche Hinweise auf den Lauf des Baches in einem Rodungsgebiet bieten auch die Ableitungen von „Rodung, Gereut, lichte Stelle im Wald“ oder von „bei der feuchten Wiesen“.